# Trochalus tenuivestis
Trochalus tenuivestis är en skalbaggsart som beskrevs av Moser 1916. Trochalus tenuivestis ingår i släktet Trochalus och familjen Melolonthidae. Inga underarter finns listade i Catalogue of Life.